# هلموت هیلپرت
هلموت هیلپرت (انگلیسی: Helmut Hilpert; ۲۰ سپتامبر ۱۹۳۷ – ۱۵ ژوئن ۱۹۹۷) بازیکن فوتبال اهل آلمان بود.
از باشگاه‌هایی که در آن بازی کرده‌است می‌توان به باشگاه فوتبال نورنبرگ اشاره کرد.